# Wonderful Wonderful (The Killers)
Wonderful Wonderful è il quinto album in studio del gruppo rock statunitense The Killers, pubblicato nel 2017.

## Il disco
Il disco è stato registrato in tre diversi studi, ossia presso il The Garage di Topanga (California), il National SouthWestern Recording Studio di Las Vegas (Nevada) e i Battle Born Studios di Winchester (Nevada). La produzione del disco è di Jacknife Lee, eccezion fatta che per due tracce: The Man, coprodotta da Erol Alkan e Out of My Mind, coprodotta da Stuart Price.
Al disco hanno collaborato, tra gli altri, Mark Knopfler (chitarrista in Have All the Songs Been Written), Woody Harrelson (voce parlata in The Calling) e Davide Rossi.
Per quanto riguarda i singoli, il gruppo ha pubblicato il brano The Man nel giugno 2017. Il brano, di stampo dance-rock, è costruito su un sample tratto da Spirit of the Boogie di Kool & The Gang (1975). Esso è stato seguito da Run for Cover sempre nel mese di giugno 2017. Questo brano contiene riferimenti a Redemption Song di Bob Marley (1980), che infatti è accreditato tra gli autori. Nell'agosto seguente la band ha diffuso la "title track" Wonderful Wonderful come brano promozionale. Il brano Some Kind of Love, inoltre, contiene elementi musicali tratti da An Ending (Ascent) di Brian Eno (1983).

## Tracce
Edizione standard
1. Wonderful Wonderful – 5:09
2. The Man – 4:10
3. Rut – 4:24
4. Life to Come – 4:31
5. Run for Cover – 3:42
6. Tyson vs. Douglas – 4:33
7. Some Kind of Love – 4:38
8. Out of My Mind – 3:43
9. The Calling – 4:01
10. Have All the Songs Been Written? – 4:09

Edizione deluxe - Tracce bonus
1. Money on Straight – 3:34
2. The Man (Jacques Lu Cont Remix) – 4:15
3. The Man (Duke Dumont Remix) – 3:51

## Formazione
The Killers
- Brandon Flowers - voce, tastiera (tutte le tracce)
- Dave Keuning - chitarra (tracce 3, 4, 6, 9, 11)
- Mark Stoermer - basso (tutte le tracce), chitarra (2, 12, 13)
- Ronnie Vannucci - batteria, percussioni (tutte le tracce)

Altri musicisti
- Erol Alkan - programmazione, tastiere, percussioni (2, 12, 13)
- Justin Diaz - voce (2, 3, 8, 9, 12, 13)
- Nina Fechner - voce (2, 3, 8, 9, 12, 13)
- Woody Harrelson - voce parlata (9)
- Mark Knopfler - chitarra (10)
- Jacknife Lee - chitarra, tastiera
- Becca Marie - voce (2, 3, 8, 9, 12, 13)
- Davide Rossi - archi (10)